# Matías Sánchez (voleibolista)
Matías Sánchez Pagés (San Juan, 20  de setembro de 1996) é um voleibolista profissional argentino.

## Carreira
Inspirado no levantador brasileiro William Arjona, Matías passando a treinar o voleibol.Desde 2011 é atleta do Obras San Juan integra as categorias de base da Seleção Argentina, quando disputou a primeira edição do Campeonato Sul-Americano Infantil sediado em Guayaquil, Equador sagrando-se medalhista de prata.
Competiu na edição do Campeonato Sul-Americano Infantojuvenil de 2012, este sediado em Santiago, Chile, e conquistou a medalha de pratae mesmo alcançando a sexta posição no Mundial Infantojuvenil de 2013 nas cidades mexicanas de Tijuana e Mexicali foi premiado como melhor levantador e também disputou a edição do Campeonato Sul-Americano Juvenil na cidade de Saquarema, Brasil, obtendo o vice-campeonato.Disputou pela seleção a primeira edição do Campeonato Sul-Americano Sub-22, mais tarde chamaria Sub-23, realizado na cidade Saquaremaocasião da conquista da medalha de prata.
No ano de 2014 representa seu país na edição dos Jogos Sul-Americanos em Santiago obtendo a medalha de ouro.Na temporada 2014-15 passa atuar pelo Club Ciudad de Bolívar e conquista co vice-campeonato da Liga A1 Argentina e foi a revelação dado campeonato. Retornando ao Obras San Juan na temporada seguinte sendo semifinalista na edição de 2015-16 e na Copa ACLAV, além do terceiro lugar no Pré Sul-Americano de Clubes de 2015.
Em 2015 foi convocado para Seleção Argentina Sub-23 para disputar edição do Campeonato Mundial Sub-23 de 2015 em Dubai, nos Emirados Árabes Unidos, vestindo a camisa #17 encerrou na sexta colocaçãoe competiu também neste ano no Campeonato Mundial Juvenil realizado nas cidades mexicanas de  Mexicali e Tijuana conquistando a medalha de pratae premiado como melhor levantador.Pela seleção adulta disputou a Copa Pan-Americana de 2016 na Cidade do México conquistando o vice-campeonato e destacou-se individualmente como melhor levantador, integrando a seleção do campeonato.
Ainda em 2016 representou seu país na Copa Pan-Americana Sub-23 em Guanajuato conquistando o título inédito e premiado como melhor levantador da competição.Também nesse ano conquistou o vice-campeonato na edição do Campeonato Sul-Americano Sub-23 em Cartagena e disputou Campeonato Mundial Sub-23 em Cairo, no Egito e conquistou mais um título inédito e foi premiado como melhor levantador da competição.
Na temporada de 2016-17 obteve o terceiro lugar na Copa ACLAV, conquistando os títulos da Copa Desafio realizada em San Juan, e Copa Argentina.Nas competições de 2017-18 foi semifinalista na Copa Máster, vice-campeão da Copa Desafio em Santa Fe e campeão da Copa Argentina.
Pelo Obras San Juan participou das competições do período de 2018-19 e conquistou o título da Copa ACLAV realizada em Morón e obteve a medalha de bronze na edição do Campeonato Sul-Americano de Clubes de 2019 em Belo Horizonte,também sagrou-se vice-campeão da Liga A1 Argentina de 2018-19.
Em 2019 conquistou a medalha de ouro na edição dos Jogos Pan-Americanos de Lima.Para a temporada 2019-20  foi anunciado como contratação do time brasileiro Vôlei SESC-RJ. A partir de 2020 passa atuar pelo time francês do Tourcoing LM.
Em 2021 conquistou a medalha de bronze nos Jogos Olímpicos de Verão de 2020.

## Títulos e resultados
- Liga A1 Argentina:2014-15 e 2018-19
- Liga A1 Argentina:2015-16
- Copa ACLAV:2018-19
- Copa ACLAV:2016-17
- Copa ACLAV:2015-16
- Copa Argentina:2016-17 e 2017-18
- Copa Desafio:2016-17
- Copa Desafio:2017-18

## Premiações individuais
- Melhor Levantador do Campeonato Sul-Americano de 2019
- Melhor Levantador da Liga A1 Argentina de 2018-19
- Melhor Levantador da Copa Pan-Americana de 2016
- Melhor Levantador da Campeonato Mundial Sub-23 de 2017
- Melhor Levantador da Copa Pan-Americana Sub-23 de 2016
- Melhor Levantador do Campeonato Mundial Juvenil de 2015
- Melhor Levantador do Campeonato Mundial Infantojuvenil de 2013
- Revelação da Liga A1 Argentina de 2014-15